# Isurus oxyrinchus
Il mako (Isurus oxyrinchus (Rafinesque, 1810)), conosciuto comunemente come squalo mako, mako pinna corta, squalo tonno od ossirina, è un grande squalo appartenente alla famiglia Lamnidi.

## Distribuzione e habitat
Il suo habitat naturale è costituito dalle acque tropicali e subtropicali. Nel mar Mediterraneo è presente ma raro.

## Descrizione

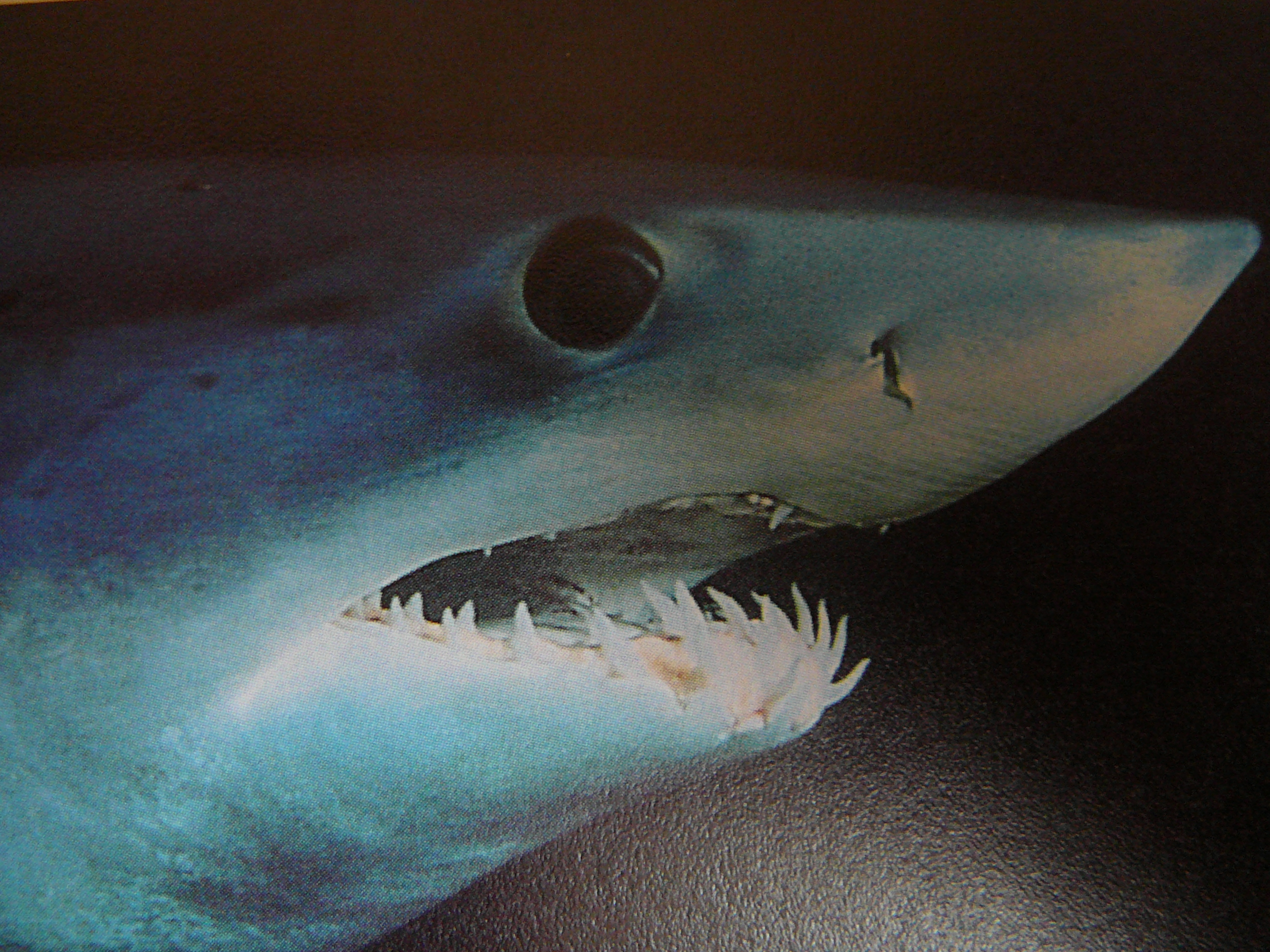
Il muso idrodinamico dell'Isurus oxyrinchus

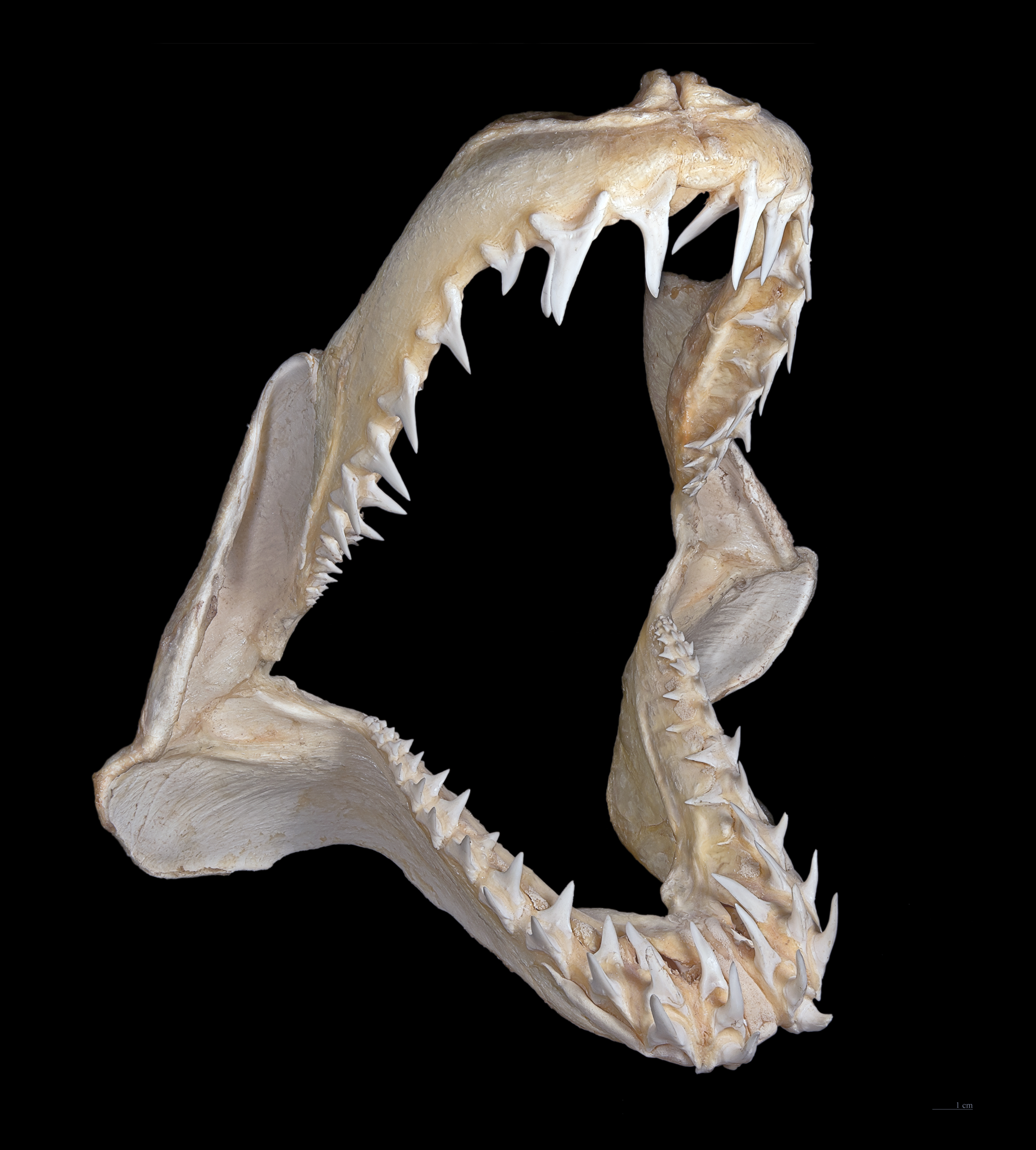
Isurus oxyrinchus

Possiede pinna caudale quasi simmetrica, caratteristica tipica della famiglia Lamnidi; pinne pettorali piccole per diminuire l'attrito; pinna dorsale rigida per stabilizzare l'assetto; corpo cilindrico con scanalature per un'andatura filante; naso appuntito per fendere meglio l'acqua; fessure branchiali ampie per trattenere maggiore quantità di ossigeno; sangue caldo per aumentare la potenza e la resistenza.
Imprevedibile negli attacchi, sfrutta la sua accelerazione bruciante per catturare prede veloci come tonni e pesce azzurro.
È una delle poche specie di squalo che, come lo squalo bianco o lo squalo pinna nera del reef, sono in grado di effettuare il breaching, ovvero di saltare fuori dall'acqua, anche ben oltre la lunghezza del proprio corpo: nel caso specifico, il mako può elevarsi, balzando, persino a 7 metri d'altezza dalla superficie.
- Età della maturità (anni):
  - maschi: 7-9
  - femmine: 18-21
- Lunghezza alla maturità (lunghezza totale in cm):
  - maschi: 200
  - femmine: 300
- Longevità (anni): 30-35
- Lunghezza massima nota (cm): 300 (maschi); 400 (femmine)
- Lunghezza alla nascita (cm): 65-70
- Periodo di gestazione (mesi): 15-18
- Periodicità riproduttiva: ogni 3 anni circa
- Trend della popolazione: in diminuzione[8]
- Arriva a nuotare alla velocità di 100 km/h.
- È in grado di nuotare per molti chilometri in breve tempo; celebre il caso di un esemplare che ha percorso 2 300 km in 37 giorni.[9]

## Alimentazione
Si nutre di pesce azzurro e calamari. Non di rado attacca anche pesci di grosse dimensioni (fra cui il marlin e il pesce spada).

## Nella cultura di massa
- Lo squalo assassino del film Lo squalo è un grande squalo bianco, ma nella locandina del film questo stesso squalo presenta una dentatura anomala: infatti, per dare un effetto ancora più terrificante, i denti originali dello squalo bianco sono stati sostituiti con quelli caratteristici del mako, visivamente più impressionanti.
- Nel film fanta-horror Blu profondo i feroci squali antagonisti sono proprio dei mako resi giganteschi e super-intelligenti grazie alla manipolazione genetica.
- È uno squalo mako quello di cui parla Ernest Hemingway nel romanzo Il vecchio e il mare e che sbrana il marlin (Makaira nigricans) catturato dal pescatore, che chiama col nome di "dentuso".
- È lo squalo nominato nel brano Stylo dei Gorillaz:«when the mako flies (a giant fish), up from the bottom in your eyes».
- Nel film Alla ricerca di Nemo, Fiocco è uno squalo mako che insieme ad altri due squali fa parte di un'associazione di auto-aiuto per diventare vegetariani e smettere così di mangiare pesce.

## Conservazione
Il mako pinna corta è attualmente classificato come specie in pericolo secondo la IUCN; nel 2019 era stato classificato come vulnerabile e nel 2007 come specie prossima alla minaccia. È incluso nell'Appendice II del C.I.T.E.S. che ne regola il commercio internazionale. Questa specie di squalo è presa di mira sia dalla pesca sportiva che da quella commerciale, e vi è un'elevata percentuale di catture involontarie causate dalle reti da pesca. Nel giugno del 2018 il Dipartimento per la Conservazione neozelandese ha classificato lo squalo mako pinna corta come specie a rischio minimo con la qualifica 'Incerto se sicuro all'estero' secondo il sistema di classificazione delle minacce della Nuova Zelanda.

## Voci correlate

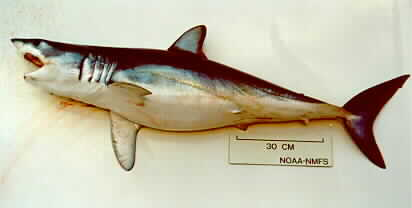
Isurus-oxyrinchus